# دیوید کرایر
دیوید کرایر (به انگلیسی: David Cryer) (زاده ۸ مارس ۱۹۳۶) بازیگر آمریکایی است.
از فیلم‌هایی که وی در آن نقش داشته است می‌توان به ژیگولوی آمریکایی اشاره کرد.